# AIM-4 Falcon
O AIM-4 Falcon, desenvolvido pela Hughes Aircraft ao longo de uma década, entre os anos de 1946 e 1956, veio a ser produzido após o terminus da fase de desenvolvimento, para uso da Força Aérea dos Estados Unidos, tornando-se assim a primeira arma guiada para o combate ar-ar ao seu dispor. 
Produzido nas versões guiadas por iluminação de ondas radar e por busca de radiação infravermelha. Adotado como arma principal da versão F-4D durante o conflito no Sudeste Asiático, onde mostrou a sua ineficácia contra os altamente manobraveis opositores, revelando a sua aptidão por bombardeiros lentos e de difícil manobra. Acreditado com apenas cinco vitórias, veio a ser rapidamente descartado para uso no F-4 Phantom e substituído pelo eterno e muito mais letal AIM-9 Sidewinder, em uso nos aviões da Marinha e que ainda hoje se mantêm como arma padrão no combate ar-ar de curto alcace, tanto nos Estados Unidos, como na generalidade dos países ocidentais. Contudo o seu desenvolvimento prosseguiu vindo a constituir uma vasta família de mísseis ar-ar, com versões para todos os usos, inclusive o nuclear.  .

## Desenvolvimento
| Designação inicial | Designação atualizada |
| ------------------ | --------------------- |
| GAR-1              | AIM-4                 |
| GAR-1D             | AIM-4A                |
| GAR-2              | AIM-4B                |
| GAR-2A             | AIM-4C                |
| GAR-2B             | AIM-4D                |
| GAR-3              | AIM-4E                |
| GAR-3A             | AIM-4F                |
| GAR-4A             | AIM-4G                |

O seu desenvolvimento teve início em 1946 sob a designação, projeto MX-798 e no qual se previa o estudo tendente a desenvolver um míssil ar-ar subsónico, mas que no ano seguinte em 1947, viu um dos seus requisitoa ser alterado para supersónico, passando assim o projeto inerente a ser designado MX-904.
Entraram ao serviço no ano de 1955 e foram produzidos mais de 45 mil exemplares. Dois tipos de mísseis foram desenvolvidos, quanto ao método de guiamento, o orientado por radar semi ativo e o orientado por cabeça de pesquisa de fontes de calor (infravermelhos), aumentando assim o possível sucesso da missão de interceção, pois não raras as vezes as aeronaves portadoras eram equipadas com os dois tipos de mísseis.
Em 1963 todos os mísseis existentes viram a sua designação alterada de GAR para AIM-4, conforme tabela descritiva á direita.

### Variantes
- AIM-4

Primeira variante operacional, destinada e pensada para abater os lentos e pouco manobráveis bombardeiros estratégicos.
- AIM-4A

Desenvolvimento da (a anterior) versão original, com uma capacidade de manobra melhorada e uma velocidade ligeiramente superior. Foram produzidos aproximadamente 12 mil unidades.
- AIM-4D

Desenvolvimento conjunto da Hughes Aircraft e da Força Aérea dos Estados Unidos, tendente a conseguir um míssil orientado por infravermelhos capacitado para enfrentar pequenos e manobráveis alvos em aproximação. Usado no Vietname veio a demonstrar ser ineficaz, devido à sua capacidade de manobra limitada e propensão para queimar partes da fuselagem do avião lançador devido à sua exaustão, cabeça explosiva inadequada e ausência de uma espoleta de proximidade que obrigava a um impacto direto com o alvo. Entre 26 de outubro de 1967 e 5 de fevereiro do ano seguinte foram disparados 54 mísseis os quais conseguiram o derrube de quatro MIG-17 e um MIG-21, sendo descartado como arma padrão do F-4D. Veio a ser concedida a sua produção sob licença à empresa Sueca SAAB que o designou como Rb.28 e o exportou para a Finlândia e Suíça como HM-58.
- AIM-4F/G

Por vezes apelidados de Super Falcon, são modernizações dos seus antecessores a versão "F" com orientação por radar semi ativo e a versão "G" orientado por fontes de calor. Entraram ao serviço depois de 1960 e foram melhorados ao nível da resistência a contra medidas eletrónicas, velocidade de lançamento, maior alcance e maior altitude operacional, bem como uma clara melhoria no poder destrutivo da cabeça explosiva.
Outras versões
- AIM-26A/B e AIM-47A

Embora sejam misseis completamente diferentes e com funções específicas, são considerados da mesma família. O AIM-26A possuía uma ogiva nuclear destinada a derrubar grandes formações de bombardeiros e o AIM-26B era idêntico mas equipada com uma cabeça explosiva convencional, foi também fabricado sob licença na Suécia, sob a designação Rb.27. Quanto ao AIM-47A não passou da fase de desenvolvimento, tratava-se de uma versão de altas performances e grande alcance, destinado a ser usado pelo cancelado YF-12A. Veio a dar origem uns anos mais tarde ao AIM-54 Phoenix.

## História operacional

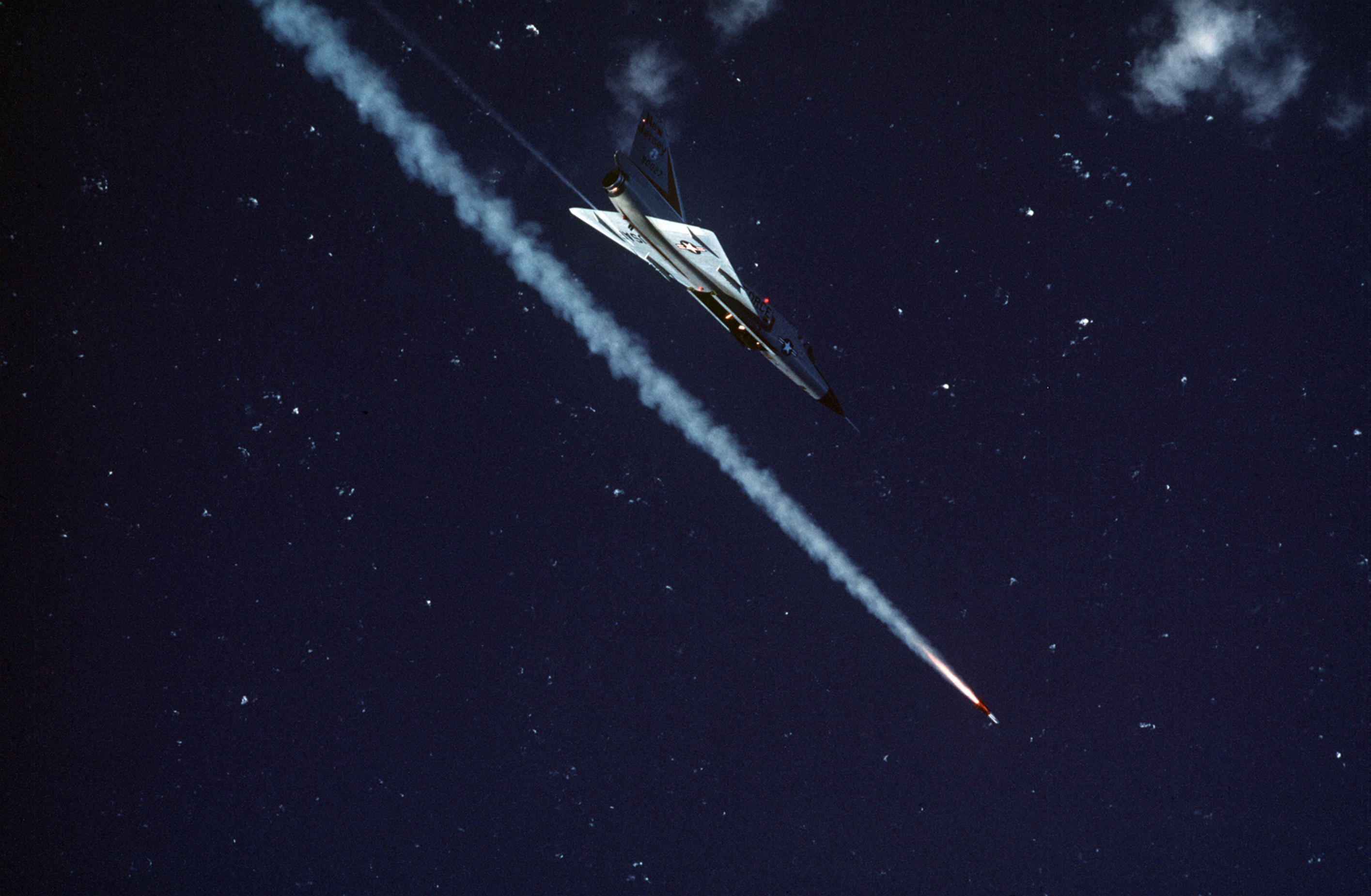
Um AIM-4 Falcon, no momento de lançamento por um F-106.

A USAF, utilizou em combate o AIM-4 pela primeira vez no ano de 1967, em plena guerra do Vietname como arma padrão de curta distância do F-4D, substituindo o AIM-9 Sidewinder, até então utilizado no no F-4C. No entanto foi rapidamente descartado, dado o seu desempenho em combate, contra os velozes e altamente manobráveis MIG-17 e MIG-21 ter sido ineficaz. O míssil pensado e desenvolvido para ser usado contra bombardeiros pesados, contra os quais nunca foi utilizado, mostrava assim as suas debilidades.
Contudo nas suas versões AIM-4F/AIM-4G Super Falcon, manteve-se em serviço, como arma padrão dos F-102 Delta Dagger e F-106 Delta Dart, até 1988, quando o último destes intecetores foi retirado. O AIM-4C foi ainda produzido sob licença na Suécia, para equipar os Saab J35 Draken e Saab J37 Viggen, para além dos Mirage IIIS da Força Aérea Suíça.

## Utilizadores
- Canadá

O Canadá adquiriu os AIM-4D, para equipar os intercetores McDonnell F-101 Voodoo, como o míssil apenas ficou operacional dois anos mais tarde em 1963, é provável que tenha sido usada uma outra versão anterior.
- Estados Unidos

Como país de origem terá utilizado todas as versões do seguinte modo, uso operacional: AIM-4/-4A/-4B/-4C/-4D/-4E/-4F/-4G/-26A/-26B; uso apenas na fase de testes: AIM-4H, AIM-47A, AGM-76A e a utilização por um período limitado da versão experimental XGAR-1B. 
- Finlândia

A Finlândia recebeu para equipar os seus Saab J-35 Draken, os Rb.27 e Rb.28 designação Sueca para os AIM-26B (versão de carga explosiva convencional) e AIM-4C respetivamente, cuja produção sob licença foi assegurada pelo construtor aeronáutico Saab.
- Grécia

Recebeu os mísseis em finais da década de 1960, para equipar os intercetores, F-102. 
- Irão

O Irão comprou 400 exemplares para equipar os seus F-4D, recebidos ao longo de um ano entre 1968 e 1969. Em 1980 na guerra com o Iraque  não foram utilizados. revelando terem sido descartados, permanecendo por um curto período ao serviço da sua Força Aérea.
- Japão

O Japão utilizou o AIM-4D para equipar os seus F-4EJ, até estarem disponíveis os mísseis de construção caseira AAM-2, para o que adquiriu 130 exemplares, entregues entre 1971 e 1972. Deixaram de ser utilizados, algures na década de 1990.
- Suíça

Operou a versão produzida sob licença pela Saab Rb.27, para equipar os também produzidos sob licença pela atual empresa RUAG,  Mirage IIIS entretanto retirados.
- Suécia

Utilizou e produziu sob licença as versões Rb.27 e Rb.28, que correspondem aos modelos, AIM-26B e AIM-4C respetivamente.
- Taiwan

Não existem evidências sólidas de que alguma vez tenham possuído qualquer versão do AIM-4 Falcon, a confusão pode advir dos F-4D da USAF estacionados na Ilha terem sido equipados com o míssil ate estes terem sido descontinuados como armamento do Phantom; ou ainda quando as aeronaves norte americanas se retiraram terem deixado os mísseis. 
- Turquia

Tal como no caso da Grécia recebeu os mísseis para equiparem as 40 aeronaves F-102 Delta Dagger, que estiveram em serviço entre 1968 e 1979.

## Especificações
Dados referentes às versões AIM-4A/C/D/F/G:
|                      | AIM-4A (GAR-1D)                          | AIM-4C/D (GAR-2A/B)                      | AIM-4F (GAR-3A)         | AIM-4G (GAR-4A)         |
| Comprimento (metros) | 1,98                                     | 2,02                                     | 2,18                    | 2,06                    |
| Largura (metros)     | 0,50                                     | 0,50                                     | 0,61                    | 0,61                    |
| Diâmetro (metros)    | 0,163                                    | 0,163                                    | 0,168                   | 0,168                   |
| Peso (kg)            | 54                                       | 61                                       | 68                      | 66                      |
| Velocidade           | Mach 3                                   | Mach 3                                   | Mach 4                  | Mach 4                  |
| Alcance (km)         | 9,7                                      | 9,7                                      | 11,3                    | 11,3                    |
| Propulsão            | Thiokol M58 (foguete combustível sólido) | Thiokol M58 (foguete combustível sólido) | Thiokol M46             | Thiokol M46             |
| Ogiva                | 3,4 kg de alto explosivo                 | 3,4 kg de alto explosivo                 | 13 kg de alto explosivo | 13 kg de alto explosivo |